# Diocesi di Lorena

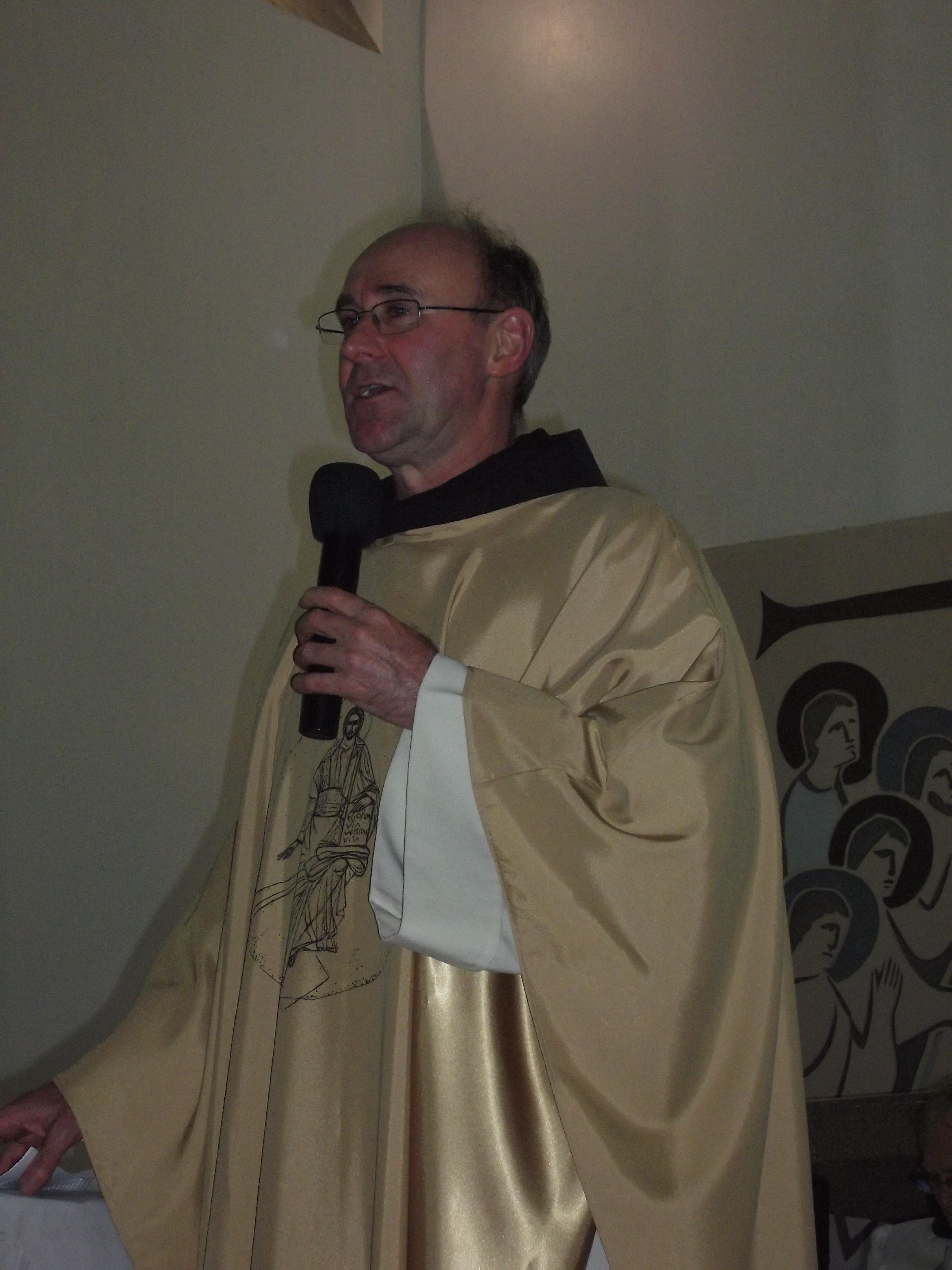
Il vescovo João Inácio Müller, O.F.M.

La diocesi di Lorena (in latino: Dioecesis Lorenensis) è una sede della Chiesa cattolica in Brasile suffraganea dell'arcidiocesi di Aparecida. Nel 2021 contava 204.003 battezzati su 295.808 abitanti. È retta dal vescovo Joaquim Wladimir Lopes Dias.

## Territorio
La diocesi comprende 14 comuni nella parte orientale dello stato brasiliano di San Paolo: Lorena, Arapeí, Areias, Bananal, Cachoeira Paulista, Campos Novos Paulista, Canas, Cruzeiro, Cunha, Lavrinhas, Piquete, Queluz, São José do Barreiro e Silveiras.
Sede vescovile è la città di Lorena, dove si trova la cattedrale di Nostra Signora della Pietà. A Cachoeira Paulista sorge il santuario nazionale della Santa Cabeça.
Il territorio si estende su una superficie 3.124 km² ed è suddiviso in 30 parrocchie, raggruppate in 4 settori pastorali: Cachoeira Paulista, Cruzeiro, Lorena, Vale Histórico e Climático

## Storia
La diocesi è stata eretta il 31 luglio 1937 con la bolla Ad christianae plebis di papa Pio XI, ricavandone il territorio dalla diocesi di Taubaté.
Originariamente suffraganea dell'arcidiocesi di San Paolo, il 19 aprile 1958 è entrata a far parte della provincia ecclesiastica dell'arcidiocesi di Aparecida.

## Cronotassi dei vescovi
Si omettono i periodi di sede vacante non superiori ai 2 anni o non storicamente accertati.
- Sede vacante (1937-1940)

- Francisco do Borja Pereira do Amaral † (21 dicembre 1940 - 3 ottobre 1944 nominato vescovo di Taubaté)
- Luís Gonzaga Peluso † (13 giugno 1946 - 25 luglio 1959 nominato vescovo di Cachoeiro de Itapemirim)
- José Melhado Campos † (29 maggio 1960 - 22 febbraio 1965 nominato vescovo coadiutore di Sorocaba[1])
- Cândido Rubens Padín, O.S.B. † (3 gennaio 1966 - 27 aprile 1970 nominato vescovo di Bauru)
- Antônio Afonso de Miranda, S.N.D. † (3 novembre 1971 - 11 luglio 1977 nominato vescovo coadiutore di Campanha)
- João Hipólito de Morais † (11 luglio 1977 - 10 gennaio 2001 ritirato)
- Eduardo Benes de Sales Rodrigues (10 gennaio 2001 - 4 maggio 2005 nominato arcivescovo di Sorocaba)
- Benedito Beni dos Santos (26 aprile 2006 - 25 settembre 2013 ritirato)
- João Inácio Müller, O.F.M. (25 settembre 2013 - 15 maggio 2019 nominato arcivescovo di Campinas)[2]
- Joaquim Wladimir Lopes Dias, dal 13 gennaio 2021

## Statistiche
La diocesi nel 2021 su una popolazione di 295.808 persone contava 204.003 battezzati, corrispondenti al 69,0% del totale.
| anno | popolazione | popolazione | popolazione | presbiteri | presbiteri | presbiteri | presbiteri                | diaconi | religiosi | religiosi | parrocchie |
| anno | battezzati  | totale      | %           | numero     | secolari   | regolari   | battezzati per presbitero | diaconi | uomini    | donne     | parrocchie |
| ---- | ----------- | ----------- | ----------- | ---------- | ---------- | ---------- | ------------------------- | ------- | --------- | --------- | ---------- |
| 1950 | 23.000      | ?           | ?           | 14         | 14         |            | 1.642                     |         | 90        | 25        | 13         |
| 1966 | 180.000     | 190.000     | 94,7        | 45         | 13         | 32         | 4.000                     |         | 109       | 87        | 15         |
| 1968 | 190.000     | 210.000     | 90,5        | 34         | 11         | 23         | 5.588                     |         | 30        | 61        | 13         |
| 1976 | 180.000     | 200.000     | 90,0        | 41         | 9          | 32         | 4.390                     |         | 139       | 95        | 16         |
| 1980 | 204.000     | 228.000     | 89,5        | 39         | 12         | 27         | 5.230                     |         | 90        | 71        | 15         |
| 1990 | 249.000     | 265.000     | 94,0        | 40         | 15         | 25         | 6.225                     | 1       | 47        | 77        | 19         |
| 1999 | 289.000     | 306.000     | 94,4        | 43         | 27         | 16         | 6.720                     | 18      | 94        | 36        | 23         |
| 2000 | 195.000     | 254.000     | 76,8        | 45         | 27         | 18         | 4.333                     | 18      | 35        | 34        | 23         |
| 2001 | 193.000     | 254.000     | 76,0        | 45         | 27         | 18         | 4.288                     | 19      | 38        | 45        | 23         |
| 2002 | 200.000     | 260.911     | 76,7        | 45         | 31         | 14         | 4.444                     | 17      | 123       | 37        | 23         |
| 2003 | 200.000     | 265.000     | 75,5        | 45         | 31         | 14         | 4.444                     | 17      | 100       | 37        | 23         |
| 2004 | 198.936     | 263.590     | 75,5        | 46         | 32         | 14         | 4.324                     | 15      | 29        | 37        | 26         |
| 2013 | 225.000     | 300.772     | 74,8        | 67         | 36         | 31         | 3.358                     | 17      | 89        | 37        | 31         |
| 2016 | 230.500     | 308.000     | 74,8        | 85         | 75         | 10         | 2.711                     | 29      | 86        | 41        | 34         |
| 2019 | 219.000     | 292.917     | 74,8        | 79         | 65         | 14         | 2.772                     | 29      | 91        | 40        | 30         |
| 2021 | 204.003     | 295.808     | 69,0        | 78         | 62         | 16         | 2.615                     | 29      | 84        | 32        | 30         |